# Castell'Alfero
Castell'Alfero (Castel Alfé en piemontès) és un municipi situat al territori de la província d'Asti, a la regió del Piemont (Itàlia).
Limita amb els municipis d'Asti, Calliano, Corsione, Cossombrato, Frinco, Tonco i Villa San Secondo.
Pertanyen al municipi les frazioni de Bricco Beretta, Callianetto, Casotto, Moncucco, Noveiva, Serra Perno i Stazione.